# Baalbek

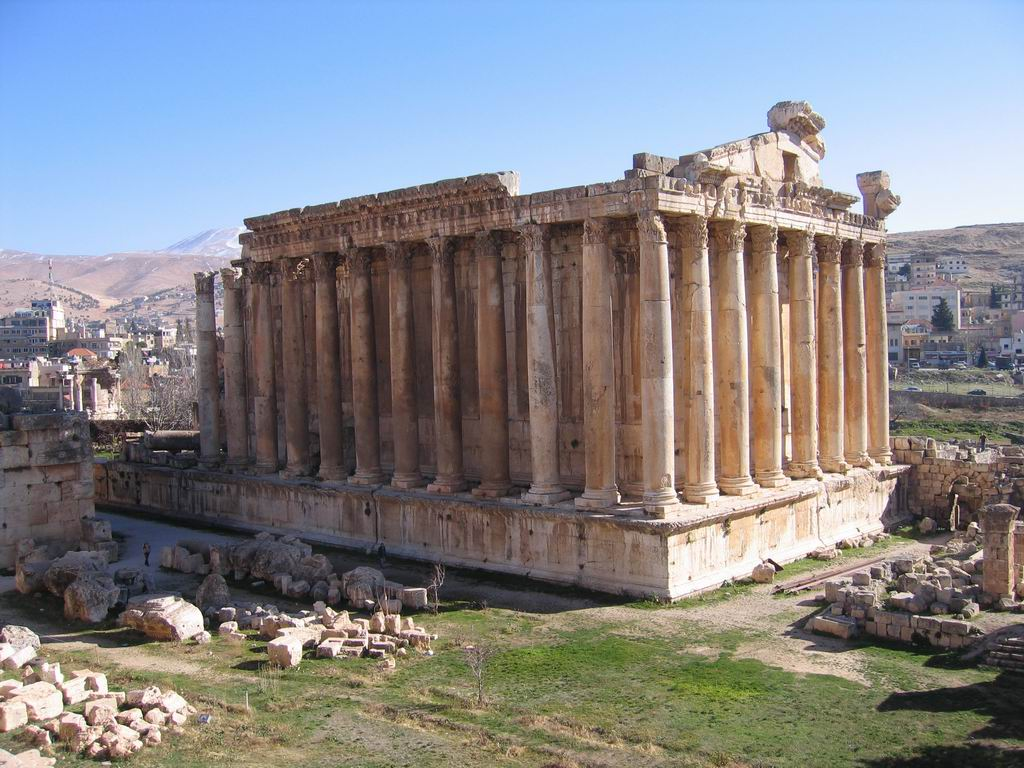
Temple de Bacus a Baalbek

Baalbek o Balabakk (àrab: بَعْلَبَكُّ, Baʿlabakk) és una ciutat del Líban a 1.150 m sobre el nivell del mar a la vall de la Bekaa, en un oasi amb una font anomenada Ras al-Ayn, al peu de l'Antilíban. Les ruïnes de Baalbek van ser declarades l'any 1984 Patrimoni de la Humanitat per la UNESCO.
S'hi han trobat restes de 5000 aC i restes de poblament de vers el 2500 aC. Els fenicis van dominar la regió després del regnat de Salomó i s'hi van establir. Van construir un temple al déu sol Baal. Al segle xi aC, van arribar-hi els assiris i el déu Baal va esdevenir Hadad.
L'origen del nom no és segur. Baal vol dir 'senyor' o 'déu' en fenici i Baalbek voldria dir 'Senyor de la Beeka', però més probablement el significat seria 'Senyor del Sol'. Podria ser que el déu assiri Hadad, identificat amb el déu fenici Baal, fou adorat a la regió junt amb el seu fill Aliyan i la seva filla Anat (assiri: Atargatis) i Baalbek hauria estat més un centre religiós que una ciutat, i de fet no s'esmenta en les inscripcions assíries com a ciutat, tal com passa amb altres ciutats fenícies.
Dels assiris, va passar als babilonis i als perses i d'aquests als macedonis, als ptolomeus (vers 323 aC-198 aC) i als selèucides. Van ser els ptolomeus els qui van donar a la ciutat el nom grec d'Heliòpolis de Síria (Heliopolis Syriae = 'ciutat del sol de Síria') que va portar en els segles següents. A Heliòpolis s'adorava Zeus, Afrodita i Hermes. Va passar a domini romà el 64 aC i va conservar el seu nom grec. La deïtat central fou Júpiter. Juli Cèsar la va fer colònia romana i sota August apareix en les monedes com Colonia Julia Augusta Felix Heliopolis. Trajà va consultar l'oracle de la ciutat abans de la seva segona campanya a Pàrtia. Antoní Pius va restaurar el gran temple de Zeus. Septimi Sever li va donar el ius italicum. Amb Caracal·la, una estàtua d'or d'Apol·lo o de Zeus es va col·locar al temple. Constantí I el Gran va fundar una església a la ciutat i va abolir el costum de tenir més d'una dona.
El 313, amb l'edicte de Milà, el cristianisme va esdevenir religió oficial de l'estat i en la resta del segle es van anar destruint els temples pagans, i les restes van servir per a fer esglésies. Teodosi va convertir el temple del Sol en una església cristiana. Això va significar la fi de la ciutat d'Heliòpolis, que es va despoblar i va quedar reduïda a una petita ciutat.
Les ruïnes d'Heliòpolis consisteixen en el gran temple, un petit temple o basílica i un temple circular. Al sud-oest de la ciutat, una columna es pensa que servia com a clepsidra; el gran temple tenia un propileu o pòrtic, un fòrum, un cambra rectangular i un altar al Sol. La ciutat romana, amb edificis d'arquitectura coríntia, és el que hi predomina. Les columnes foren destruïdes pels musulmans i otomans; el 1745 el propileu va esdevenir fortalesa.
El 395, va quedar en l'Imperi Romà d'Orient i el 639 fou ocupada pel capitost àrab Abu Ubayda i fou incorporada al jund de Damasc, recuperant el seu nom arameu. El 750 va passar a domini abbàssida i el 972 el califa fatimita d'Egipte hi va instal·lar un governador, però tres anys després fou ocupada per l'emperador Joan Tsimiscés el 20 de maig del 975, poc després d'haver ocupat Homs, i va arribar fins a Galilea. La revolta d'Escler l'any següent (976) va impedir consolidar aquestes conquestes i va tornar al fatimites, que la van posseir fins al 1025, quan se'n va apoderar l'emir Salih ben Mirdas d'Alep.
El 1075 va ser ocupada pel seljúcida Tútuix I. Després va estar en mans de Gumustakhin, Buri, Muhammad ben Buri, Onor (Unur) i Imad al-Din Zengi I. Aquest darrer la va donar a Ayyub, el pare de Salah al-Din (Saladí).
Fou recuperada per Nur al-Din el 1154. El 1170 fou destruïda parcialment per un terratrèmol. Saladí la va ocupar el 1174 i la va donar en feu a diversos personatges, alguns prínceps aiúbides com el seu besnebot Al-Malik al-Àmdjad Bahram-xah, que la va posseir del 1182 al 1230, en què la va ocupar Al-Malik al-Ashraf ibn al-Adil (1229-1237), emir de Damasc i després se la van disputar altres membres de la família. Fou breument ocupada pels mongols abans del 1260 i en aquesta data va passar a mans dels mamelucs egipcis.
Sota els mamelucs, va esdevenir cap d'un districte del govern de Damasc (districte que no abraçava tota la Bika) i que depenia del governador (naib) de Síria.
El 1516 va passar al domini otomà. El govern local va anar a parar a la família dels Harfush, que el van exercir gairebé sempre, fins que el 1850 els otomans van establir-hi una administració regular. El 1750, tenia uns cinc mil habitants, que després del terratrèmol de 1759 es van reduir fins a arribar a menys de mil el 1834.